# 谢峰 (1985年)
谢峰（1985年2月6日—），男，中国足球运动员，司职后卫，现效力于中超球队河南建业。